# Йохан I фон Дипхолц
Йохан I фон Дипхолц (на немски: Johann I von Diepholz; * пр. 1223; † сл. 1265) е господар на Дипхолц.
Той е син на господар Куно III фон Дипхолц († 1233) и съпругата му Юта († сл. 1233). Брат е на Куно († 7 март 1266), епископ на Минден (1261 – 1266) и племенник на Вилхелм I († 1242), епископ на Минден, и на Йохан († 1253), епископ на Минден, архиепископ на Бремен.

## Фамилия
Йохан I фон Дипхолц се жени за графиня Хедвиг фон Роден († сл. 1246), дъщеря на граф Хилдеболд II фон Роден-Лимер († ок. 1228) и Хедвиг фон Олденбург-Олденбург († сл. 1250), дъщеря на граф Мориц I фон Олденбург-Олденбург († сл. 1209) и Салома фон Викероде. Те имат шест деца:
- Конрад I фон Дипхолц († сл. 1302), господар на Дипхолц, женен за графиня Хедвиг фон Ритберг († сл. 1348), дъщеря на граф Фридрих I фон Ритберг и Беатрикс фон Хорстмар
- Рудолф († 1304), женен I. 1275 г. за графиня Агнес фон Клеве († 1285), вдовица на Бернхард IV от Липе († 1275), дъщеря на граф Дитрих VI фон Клеве и маркграфиня Хедвиг фон Майсен, II. сл. 1 август 1285 г. за принцеса Марина Шведска († сл. 1299), дъщеря на крал Валдемар от Швеция и принцеса София Датска
- Ото († 1310), приор в С„в. Вилехади и Св. Стефани“ в Бремен (1302 – 1309)
- Готшалк († 1314), домхер в Минден (1271 – 1282) и Оснабрюк (1299 – 1309)
- Ода († сл. 1326), омъжена за Лудолф VI фон Щайнфурт († 1308), родители на Балдуин фон Щайнфурт, епископ на Падерборн (1341 – 1361)
- Елизабет († 1292), монахиня в Обернкирхен